# 38 a.C.
38 a.C. foi um ano comum do século I a.C. que durou 365 dias. De acordo com o Calendário Juliano, o ano teve início e terminou a um domingo. a sua letra dominical foi A.
| Ano completo                    |
| ------------------------------- |
| Ano comum com início ao domingo |

## Eventos
- Ápio Cláudio Pulcro e Caio Norbano Flavo, cônsules romanos.[1]

## Nascimentos
- 14 de janeiro - Nero Cláudio Druso - político e comandante militar romano da gente Cláudia (m. 9 a.C.).